# Marschnerstraße 44 (München)

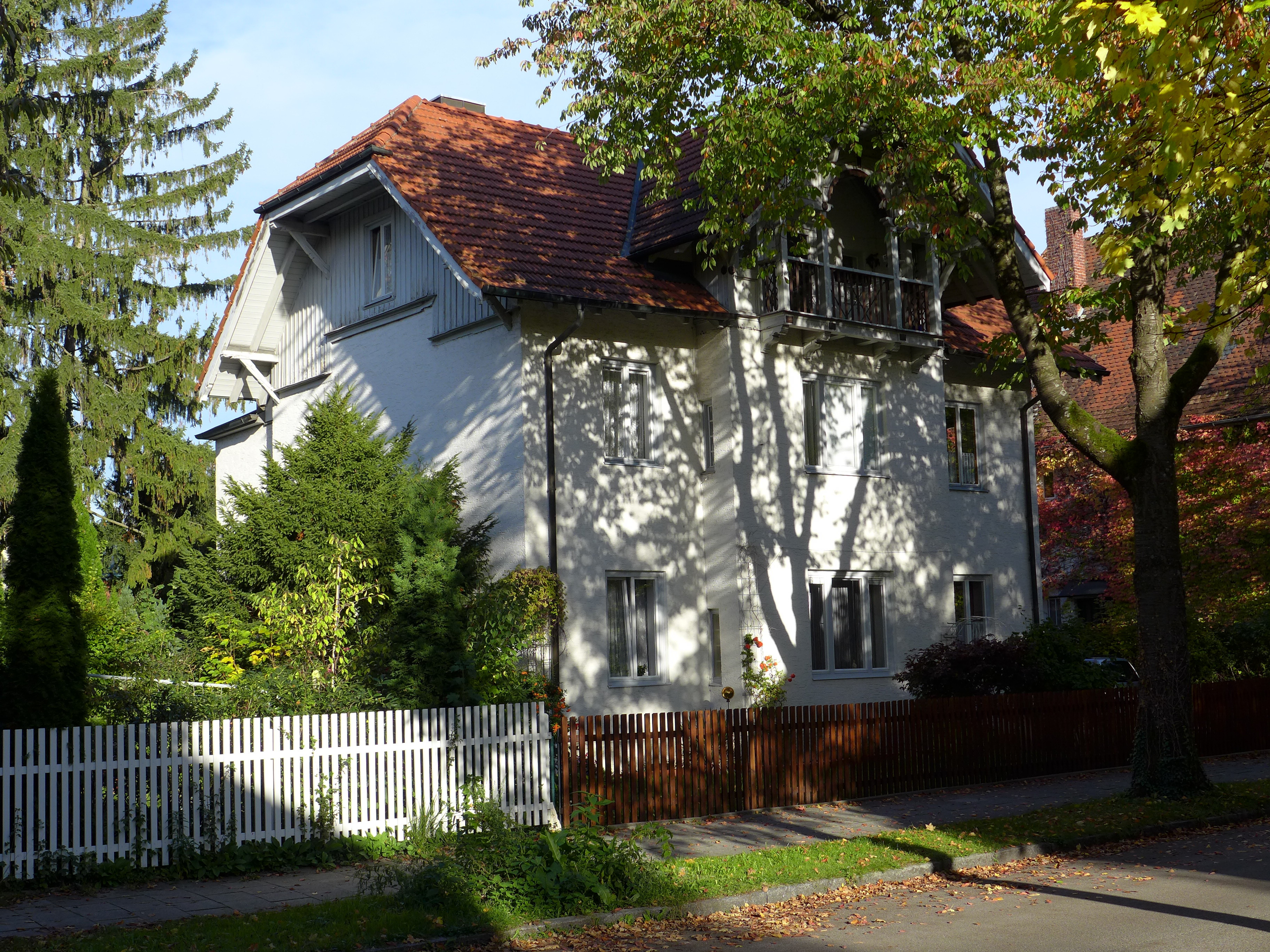
Haus Marschnerstraße 44 in Obermenzing

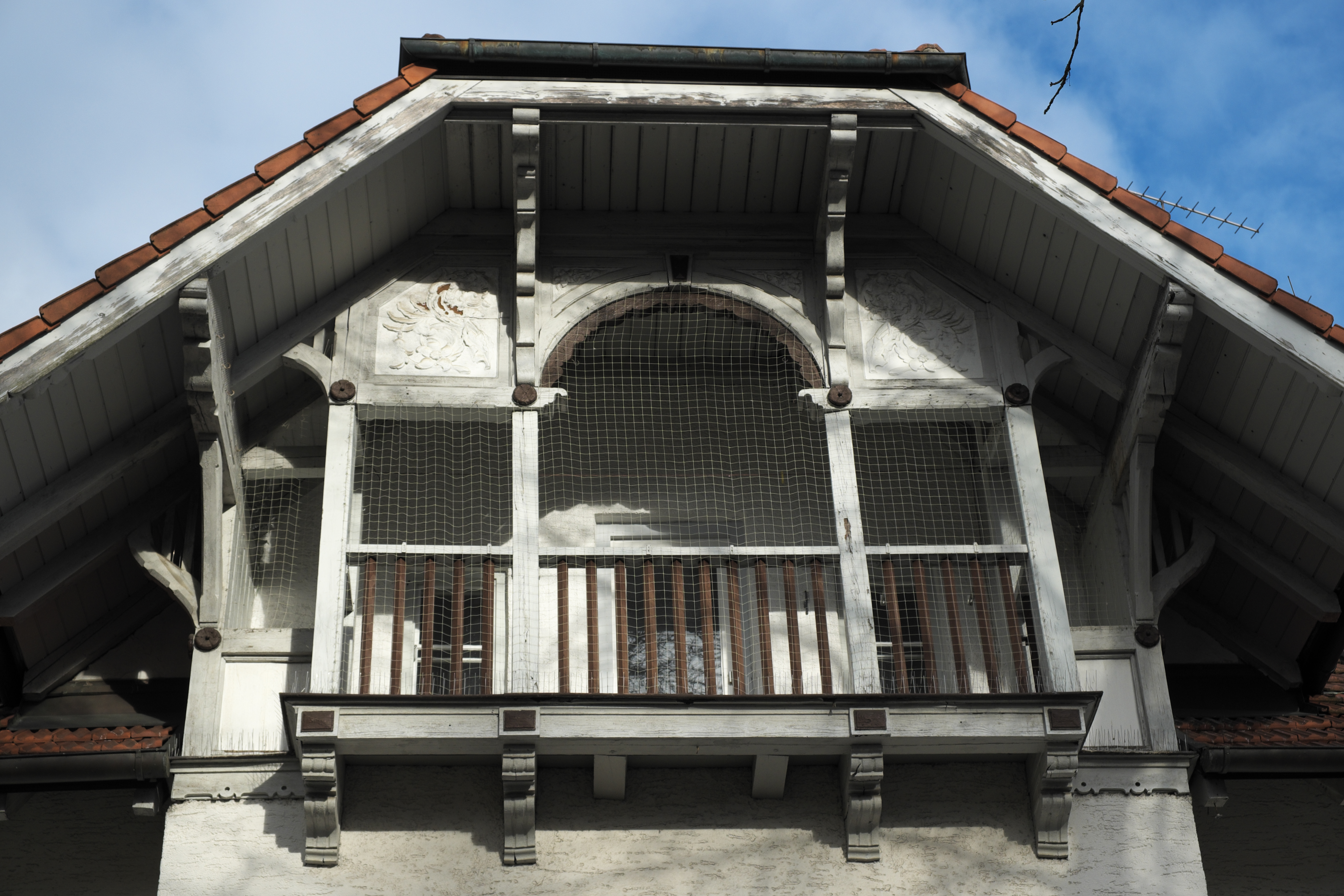
Zwerchhaus

Das Wohnhaus Marschnerstraße 44 im Stadtteil Obermenzing der bayerischen Landeshauptstadt München wurde um 1897/1900 errichtet. Die Villa an der Marschnerstraße, die zur Villenkolonie Pasing II gehört, ist ein geschütztes Baudenkmal.
Die Villa im Landhausstil wurde vom Büro August Exter entworfen. Das Haus, das zur Erstbebauung der Straße gehört, ist ein Traufseitbau mit mittlerem, im Dachgeschoss mit Holzwerk versehenem Zwerchhaus-Risalit. Die äußere Erscheinung wurde bei Renovierungen stark geglättet.